# Krajcar Breg
Krajcar Breg (en italien : Montecroce di Gimino) est une localité de Croatie située en Istrie, dans la municipalité de Žminj, dans le comitat d'Istrie. En 2001, la localité comptait 52 habitants.

## Démographie
| 1948 | 1953 | 1961 | 1971 | 1981 | 1991 | 2001 |
| ---- | ---- | ---- | ---- | ---- | ---- | ---- |
| 98   | 86   | 82   | 76   | 58   | 52   | 52   |